# Adrian Hector
Adrian Hector (* 17. Dezember 1983 in Hamburg) ist ein deutscher Politiker (Bündnis 90/Die Grünen). Von 2022 bis 2025 war er Abgeordneter der Hamburgischen Bürgerschaft.

## Leben
Hector wuchs in seiner Geburtsstadt Hamburg auf. Das Studium und die Promotion in Physik absolvierte er in Hamburg, Paris und Cambridge. Bis zu seinem Einzug in die Hamburgische Bürgerschaft war er als Softwareentwickler in Hamburg tätig.
Hector ist der erste transgeschlechtliche Mann in der Hamburgischen Bürgerschaft und lebt offen schwul.

## Engagement
Hector wurde 2018 in den geschäftsführenden Vorstand im Bundesverband Trans* gewählt und ist Mitglied in der Deutsche Gesellschaft für Trans*- und Inter*geschlechtlichkeit e.V., wo er sich für die Rechte von Transpersonen starkmacht.

## Politik
Hector ist seit 2018 Mitglied bei Bündnis 90/Die Grünen. Ab den Hamburger Bezirksversammlungswahlen 2019 bis zu seinem Einzug in die Bürgerschaft 2022 war er Abgeordneter der Bezirksversammlung in Hamburg-Altona.
Bei der Bürgerschaftswahl in Hamburg 2020 trat Hector auf Platz 26 der Landesliste seiner Partei an, verfehlte jedoch zunächst den Einzug in die Bürgerschaft. Er bewarb sich später parteiintern für die Direktkandidatur im Bundestagswahlkreis Hamburg-Altona bei der Bundestagswahl 2021, unterlag jedoch Linda Heitmann. Am 11. August 2022 rückte er für Gerrit Fuß in die Hamburgische Bürgerschaft nach. Bei der Bürgerschaftswahl 2025 kandidierte er nicht erneut.